# Noruega nos Jogos Olímpicos de Verão de 1968
A Noruega competiu nos Jogos Olímpicos de Verão de 1968, realizados em Cidade do México, México.